# Кокерен
Кокерен или Кошрен (фр. Cocheren) — коммуна во французском департаменте Мозель региона Лотарингия. Относится к кантону Беран-ле-Форбаш.

## География
Кокерен расположен в 50 км к востоку от Меца и в 7 км к юго-западу от Форбак в долине реки Россель. Соседние коммуны: Нассвелер и Морсбак на севере, Фольклен на востоке, Теден на юго-востоке, Фареберсвиллер на юге, Бенен-ле-Сент-Авольд на юго-западе, Фремен-Мерленбак на западе.

## История
- Коммуна бывшего герцогства Лотарингия.
- В XVIII веке замок Дичвиллер, расположенный ныне в окрестностях современного города, служил резиденцией графов де Форбак.
- До 1790 года Кокерен входил в кантон Форбак.
- В 1871 году Кокерен по франкфуртскому договору отошёл к Германской империи и получил германизированное название Kochern. В 1918 году после поражения Германии в Первой мировой войне вновь вошёл в состав Франции в департамент Мозель.

## Демография
По переписи 2008 года в коммуне проживало 3439 человек.	

## Достопримечательности
- Следы галло-романской культуры в горах Эрапель.
- Замок Дичвиллер XVIII века, восстановлен в XIX веке.
- Церковь Троицы, 1780 года.
- Часовня Сент-Элен.